# Knivmuslinger
Knivmuslinger (Pharidae) er en familie af muslinger kendetegnet ved deres lange, tynde, knivbladformede skaller.
Knivmuslingerne bliver størst i saltvand. Der er derfor store knivmuslinger i Nordsøen, mens knivmuslinger i de indre danske farvande, hvor vandet er mindre salt, er mindre.

## Danske arter
I Danmark findes 5 arter:
- Amerikansk knivmusling (Ensis directus) er indslæbt til Europa med vandet i skibes ballasttanke. Den blev først observeret i Tyske Bugt i 1979, og arten trives nu bl.a. i Vadehavet, hvor den første gang blev observeret på Rømø i 1981.
- Buet knivmusling (Ensis magnus).
- Sværdskedemusling (Ensis ensis) lever på sandbund i Nordsøen, Kattegat og nordlige del af Bælthavet på dybder mellem 5 og 30 meter.[2] Knivmuslingen kan blive op til 15 centimeter lang. De skaller, der bliver skyllet op på stranden, er sjældent længere end 8-9 centimeter, og de tynde skaller går let i stykker i brændingen.
- Barberknivmusling (Ensis siliqua).
- Lille knivmusling (Phaxas pellucidus) er almindelig på blød bund i fjorde som Limfjorden og Isefjorden samt i Bælthavet. Den er 3-4 centimeter lang.